# Buenos días (película)
Buenos días es una película japonesa, dirigida por Yasujirō Ozu y estrenada en el año 1959.

## Argumento
La acción se sitúa en un barrio residencial de una gran ciudad japonesa. Una comunidad en la que todo el mundo se conoce. Donde se chismorrea que la presidenta de la comunidad de vecinos se queda con las cuotas para comprarse electrodomésticos y donde los niños prefieren pasar las tardes en casa de una vecina "distraída" viendo los combates de sumo por televisión que haciendo los deberes. Los escolares van al colegio haciendo competiciones de ventosidades, aunque uno de ellos no domine demasiado bien la técnica. Los padres se encuentran en los bares donde se cuentan que la empresa les ha despedido tras años de servicio fiel. En una casa en particular la falta de televisión provocará la rebelión de los niños, que se negarán a hablar provocando toda clase de conflictos.